# Cwmafan
Cwmafan ou Cwmavon est un village et une communauté du borough de comté de Neath Port Talbot, au pays de Galles. Il est situé à quelques kilomètres au nord de la ville de Port Talbot.

## Démographie
Au recensement de 2011, la communauté de Cwmafan comptait 5 615 habitants.

## Personnalités liées
- Le syndicaliste William Abraham, dit Mabon (1842-1922), est né à Cmwafan[2].